# Ihoud Bnei Sakhnin FC
L'Ihoud Bnei Sakhnin FC (hebreu: איחוד בני סכנין, Ihoud Bnei Sakhnin‎, ‘Fills de Sakhnin Unit’; àrab: اتحاد أبناء سخنين, , Ittiḥād Abnāʾ Saẖnīn, ‘Unió dels Fills de Sakhnin’) és un club de futbol israelià de la ciutat de Sakhnin. És el club àrab-israelià més destacat.

## Història
El club es fundà per la fusió dels clubs Maccabi Sakhnin i Hapoel Sakhnin el 1996, adoptant els noms Ihoud (hebreu: איחוד‎, ‘unit’) i Bnei (hebreu: בני‎, ‘fills de’). Malgrat no portar ja els noms Maccabi i Hapoel, de vegades se l'anomena Hapoel Bnei Sakhnin.
Va guanyar la Copa israeliana de futbol el 2004.

## Jugadors destacats
- Abbas Suan
- Ilya Yavruyan
- Gabriel Lima

## Entrenadors
- 2002 Momy Zafran
- 2003 Eyal Lahman
- 2006 Momy Zafran

## Palmarès
- Copa israeliana de futbol: 2003-04